# نهج راضية الحداد (مدينة تونس)
نهج راضية الحداد (نهج يوغسلافيا سابقا) هو أحد الأنهج الرئيسية للجزء الحديث من مدينة تونس، وهو نهج تجاري حيث تكثر محلات بيع الملابس والجلد، كما تفتح عليه السوق المركزية وكذا القنصلية الفرنسية. وكان هذا النهج يحتضن مقر جريدة الرأي التونسية التي توقفت عن الصدور أواخر عام 1987.

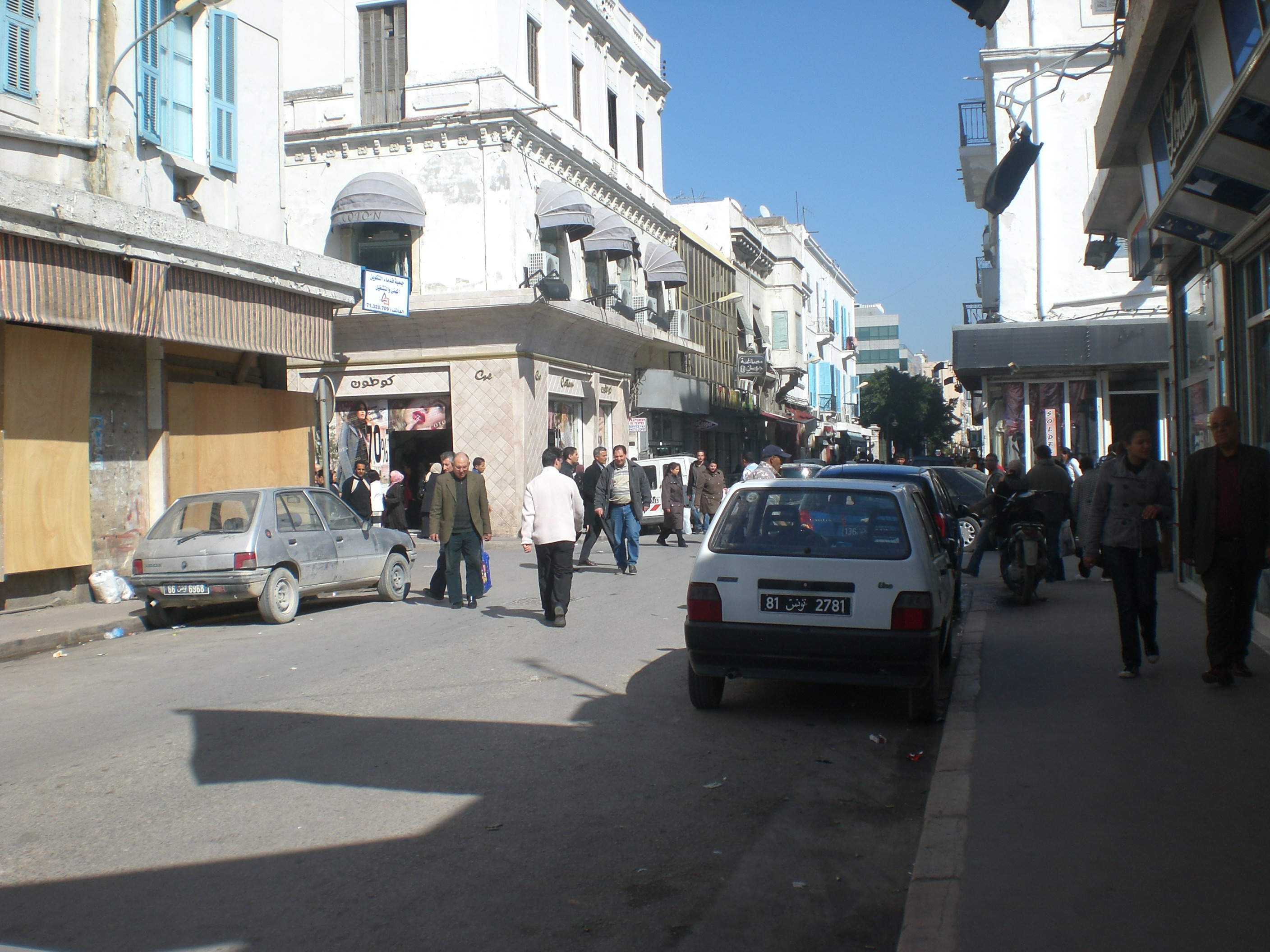
نهج راضية الحداد